# 卡伦钦
卡伦钦是德国梅克伦堡-前波莫瑞州的一个市镇。总面积26.40平方公里，总人口618人，其中男性311人，女性307人（2011年12月31日），人口密度23人/平方公里。